# Oroperipatus tiputini
Oroperipatus tiputini — вид оніхофор родини Peripatidae. Описаний у 2024 році.

## Назва
Назва виду tiputini вказує на типове місцезнаходження — станцію біорізномаїття Тіпутіні.

## Поширення
Ендемік Еквадору. Виявлений лише на станції біорізноманіття Тіпутіні у провінції Орельяна на сході країни.

## Опис
Самиці цього виду мають довжину від 46 мм до 65 мм, а самці — від 23 мм до 40 мм. У самиць від 37 до 40 пар ніг, у самців від 34 до 37 пар ніг. Голова має від 40 до 52 антенальних кілець, а на кінчику антени є 14 кілець сенсорних структур, що чергуються. Під оком є помітне хітинове розширення, а лобовий орган має чотири-п'ять шкірних сосочків.
Що стосується забарвлення, Oroperipatus tiputini демонструє значні відмінності серед особин. Дорослі особини можуть мати забарвлення від звичайного темно-помаранчевого до коричневого з різноманітними візерунками. Помітна біла смуга з серцеподібною межею проходить уздовж середньої лінії всіх зразків, забезпечуючи характерний візуальний маркер. Вид демонструє помітні онтогенні зміни кольору. Голотип дорослої самиці мав рівномірне темно-помаранчеве забарвлення спини на відміну від жовтуватого фону та ромбовидного візерунка, які спостерігаються у молоді. Молоді особини характеризуються яскравим забарвленням, з світлішим жовтим відтінком і чіткими ромбовидними візерунками. У міру дорослішання їхнє забарвлення темніє, а ромбовидний малюнок зменшується або зникає. У самців малюнок блідне, а у самиць часто повністю втрачається.